# كايزا
كيسا راي اللستاد (بالإنجليزية: Kiesa Rae Ellestad)‏ مولودة في 16 يناير 1989 في كالجاري، ألبرتا، كندا والمعروفة بإسمها الفني كيسزة، هي مغنية وكاتبة أغاني وراقصة كندية.

## روابط خارجية
- كايزا على موقع IMDb (الإنجليزية)
- كايزا على موقع ميوزك برينز (الإنجليزية)
- كايزا على موقع أول ميوزيك (الإنجليزية)
- كايزا على موقع ديسكوغز (الإنجليزية)